# Amanosan Kongō-ji

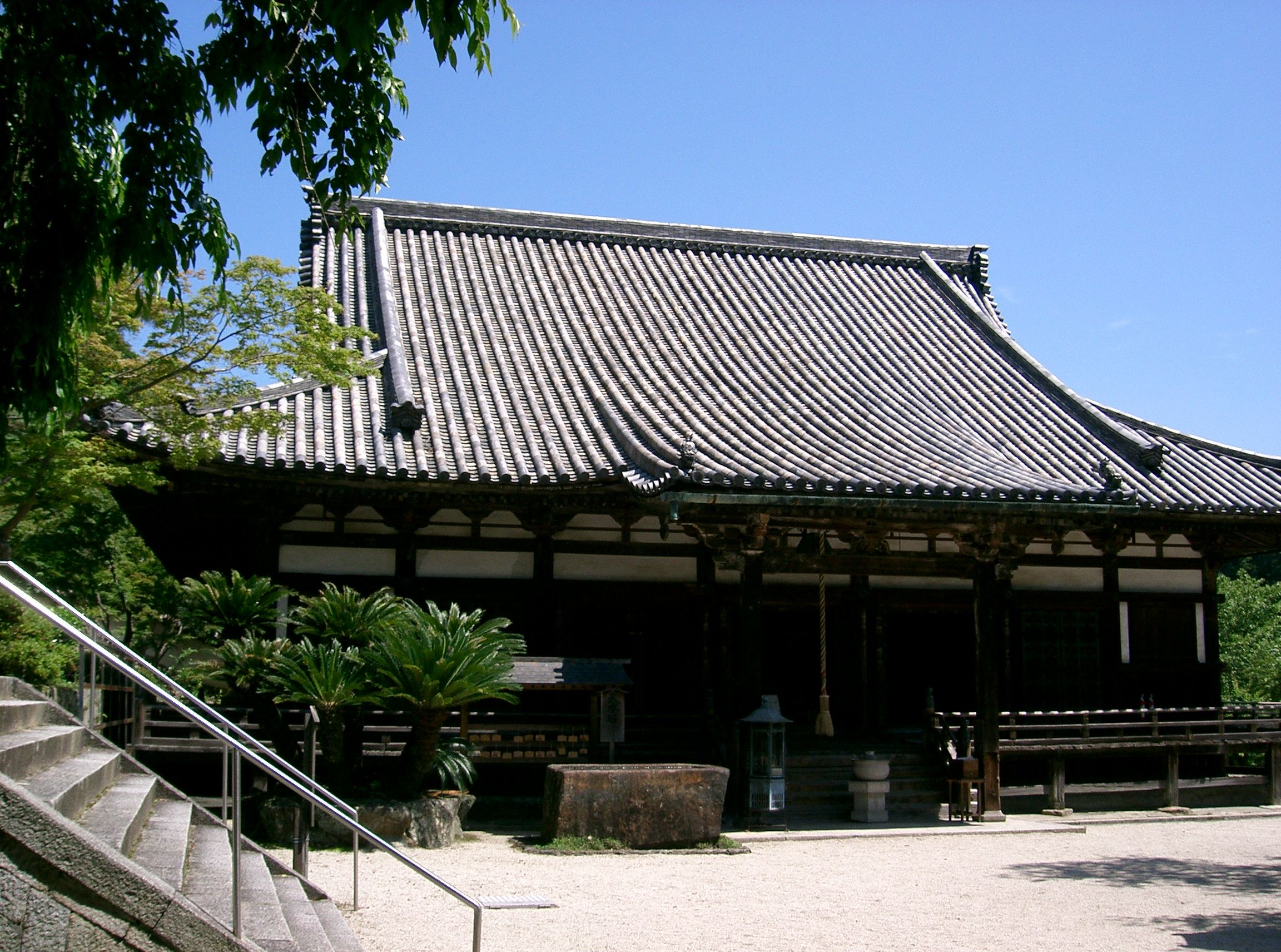
Haupthalle

Der Amanosan Kongō-ji (japanisch 天野山 金剛寺) mit dem Bergnamen Amanosan (天野山) ist ein Tempel der Shingon-Richtung des Buddhismus in Kawachinagano (Präfektur Osaka). Er ist der 7. Tempel des Neuen Saigoku-Pilgerwegs und ist bekannt für seine zahlreichen Gebäude, die als Wichtiges Kulturgut Japans ausgezeichnet worden sind.

## Geschichte

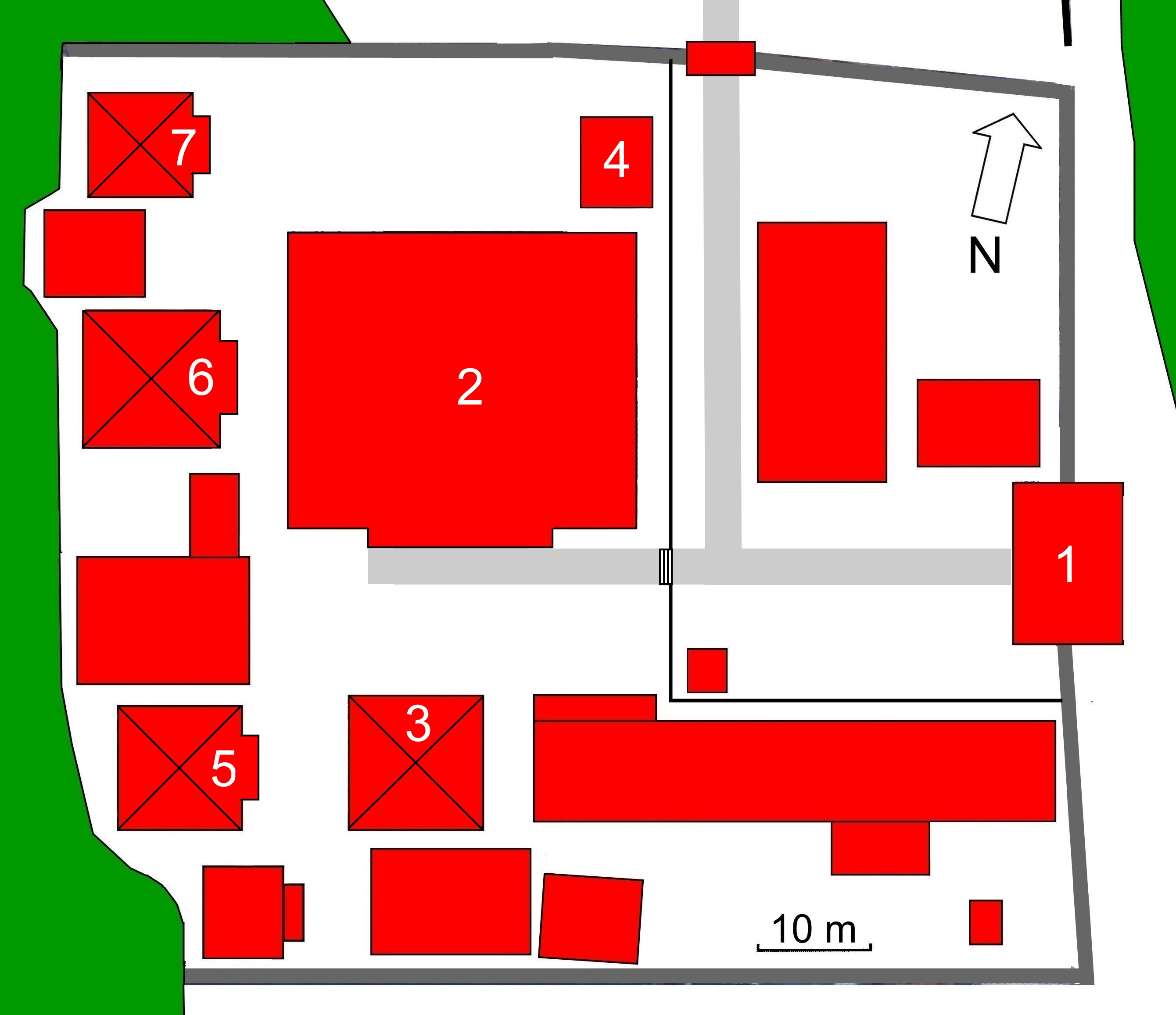
Plan des Tempels (s. Text)

Der Überlieferung nach wurde der Tempel von Priester Gyōki gegründet, der dann später von Priester Kūkai gefördert wurde. Auf Wunsch des Kaisers Go-Shirakawa stellte Priester Akan (1136–1207) vom Kōya-san den Tempel wieder her. Die gegenwärtigen Gebäude stammen aus dieser Zeit. Schon bald nach dieser Gründung wurde der Tempel von der Schwester des Kaisers, Hachijiō Nyoin (八条女院), gefördert. Sie erreichte es, dass – im Gegensatz zum Koya-san – Frauen hier beten konnten. Damit wurde der Tempel gewissermaßen zum „Koya-san für Frauen“.
Während der Trennung des Kaiserhauses in einen Nord- und einen Südhof, der Namboku-Zeit, wurde der Tempel zum Gebetsort für den Südhof. So wurde er von 1354 bis 1349 zur zeitweiligen kaiserlichen Residenz für Kaiser Go-Murakami und für die drei Kaiser des Nordhofes, Kōgon, Kōmyō und Sukō, zum Hausarrest-Ort. Während der Namboku-Zeit wurde der Tempel dreimal in kriegerische Auseinandersetzungen verwickelt, so dass heute nur der zentrale Tempelbereich übriggeblieben ist.

## Anlage
Man betritt die Anlage durch das Tempeltor (山門 Sanmon; im Plan 1), das hier als Turmtor ausgeführt ist. Das rot gestrichene und mit einem Fußwalmdach gedeckte Tor stammt aus der Kamakura-Zeit. Das aus derselben Zeit stammende Refektorium (食堂 Jikidō; 2) wurde in der Namboku-Zeit als Sitz der Verwaltung erbaut und heißt deswegen auch „Amano-den“ (天野殿). Die Haupthalle (金堂 Kondō; 3) wurde während der Joan-Ära (承安; 1171–1175) errichtet.
Vor der Haupthalle steht eine Schatzpagode (多宝塔 Tahōtō; 4), die mit Zedernrinde (檜皮葺 Hiwada-buki) gedeckt ist. Sie stammt aus dem Ende der Heian-Zeit. Der Glockenturm (鐘楼 Shōrō; 5) hinter der Haupthalle stammt aus der Kamakura-Zeit.
- Alle bisher genannte Gebäude sind als Wichtiges Kulturgut Japans registriert.

Zu den weiteren Gebäuden an der Westseite des Tempelgeländes gehören die Yakushi-Halle (薬師堂 Yakushi-dō; 5), die Halle der Fünf Buddhas (五仏堂 Gobutsu-dō; 6) und die Mie-Halle (御影堂 Mie-dō; 7). Alle diese Gebäude haben quadratischen Grundriss und sind mit einem Pyramidendach gedeckt.

## Tempelschätze
Als Hauptkultfigur wird ein aus Holz gefertigter Dainichi-Buddha (木造大日如来像 Mokuzō Dainichi nyorai) verehrt. Er wird flankiert von den Leuchtenden Königen Kōsanze (木造降三世明王坐像 Mokuzō Kōsanze Myōō zazō) und Fudō (木造不動明王坐像 Mokuzō Fudō Myōō zazō). Alle drei Skulpturen sind als Wichtiges Kulturgut Japans registriert.

## Bilder

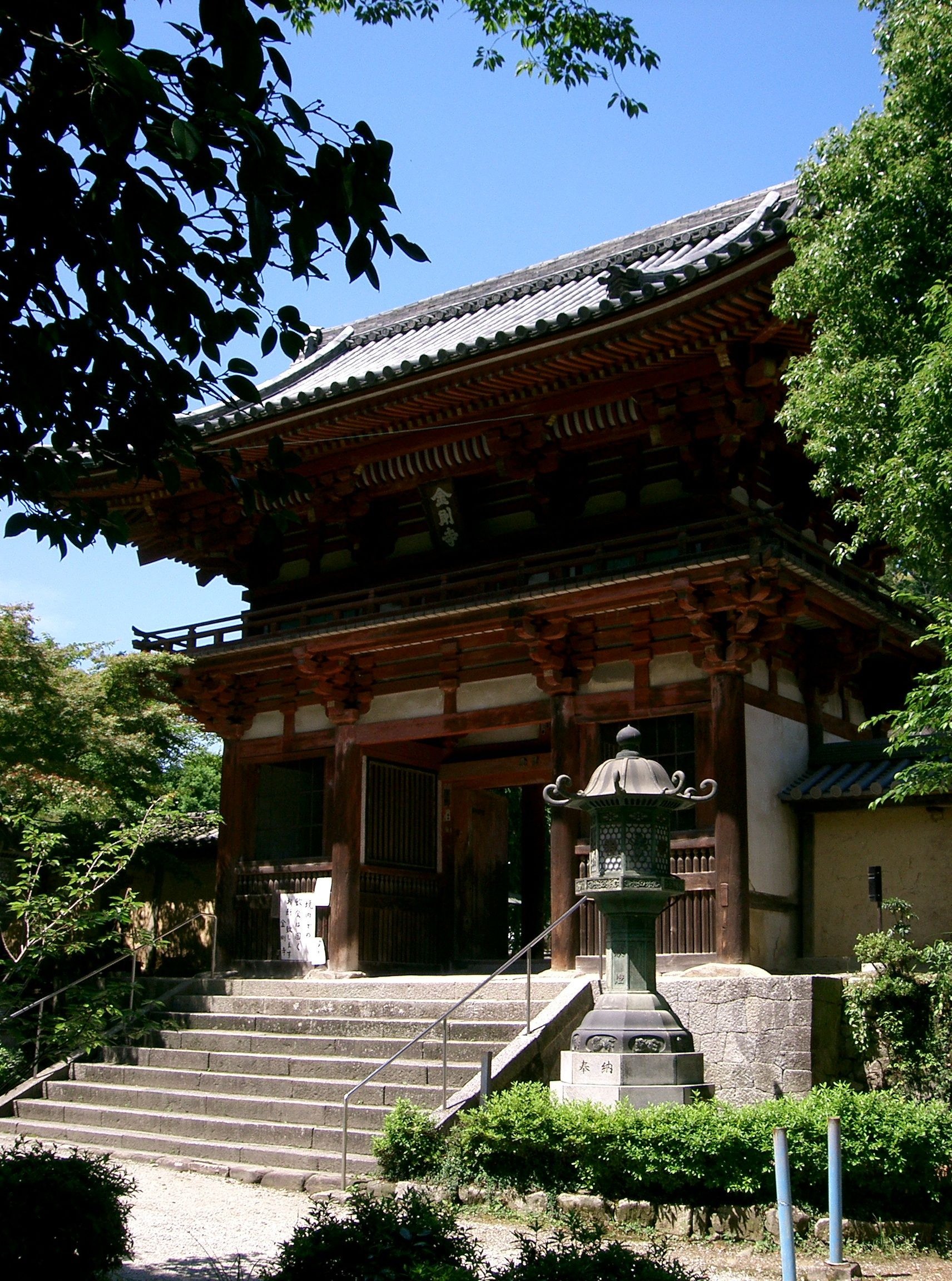
Tempeltor
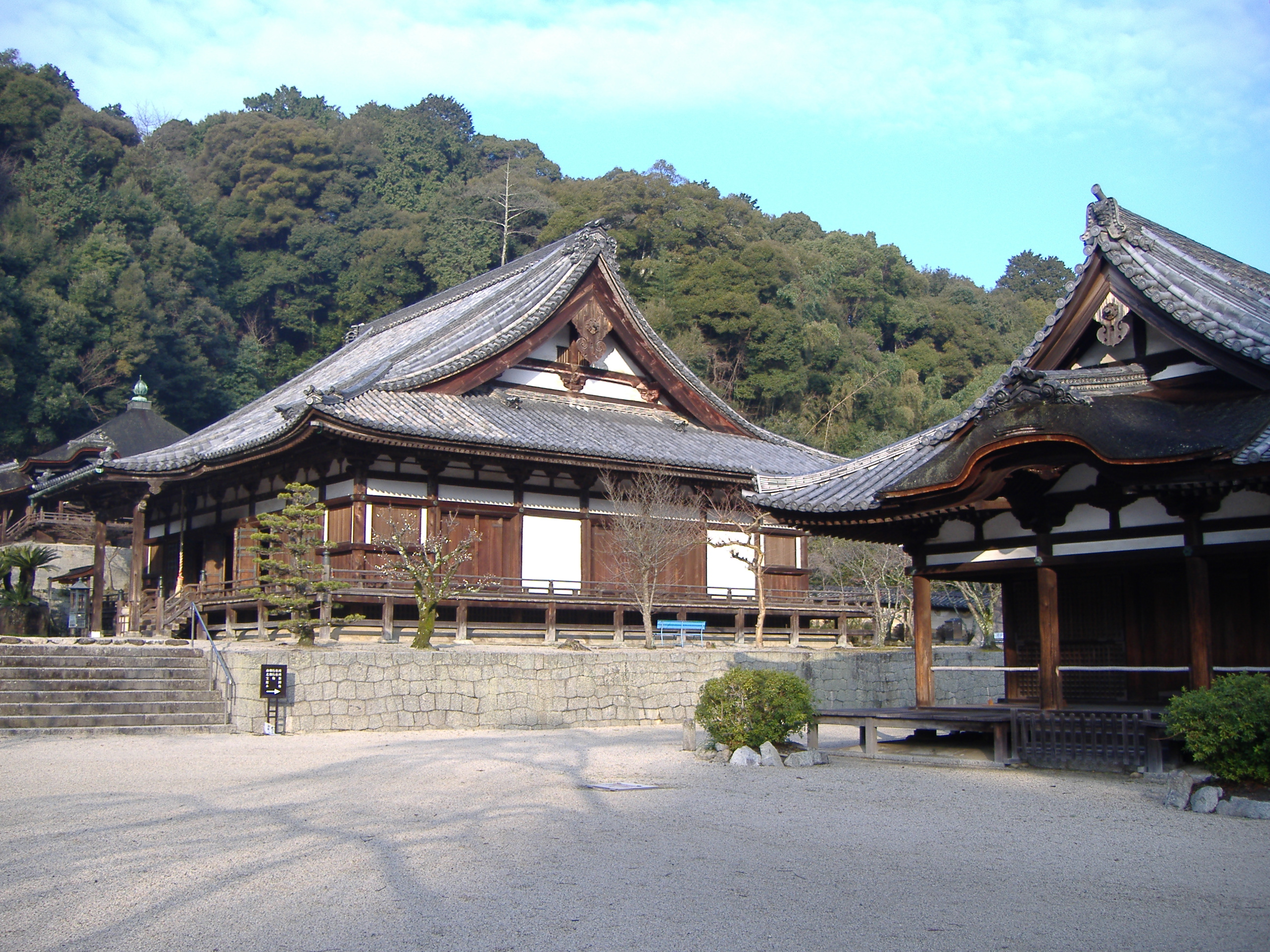
Blick auf die Haupthalle
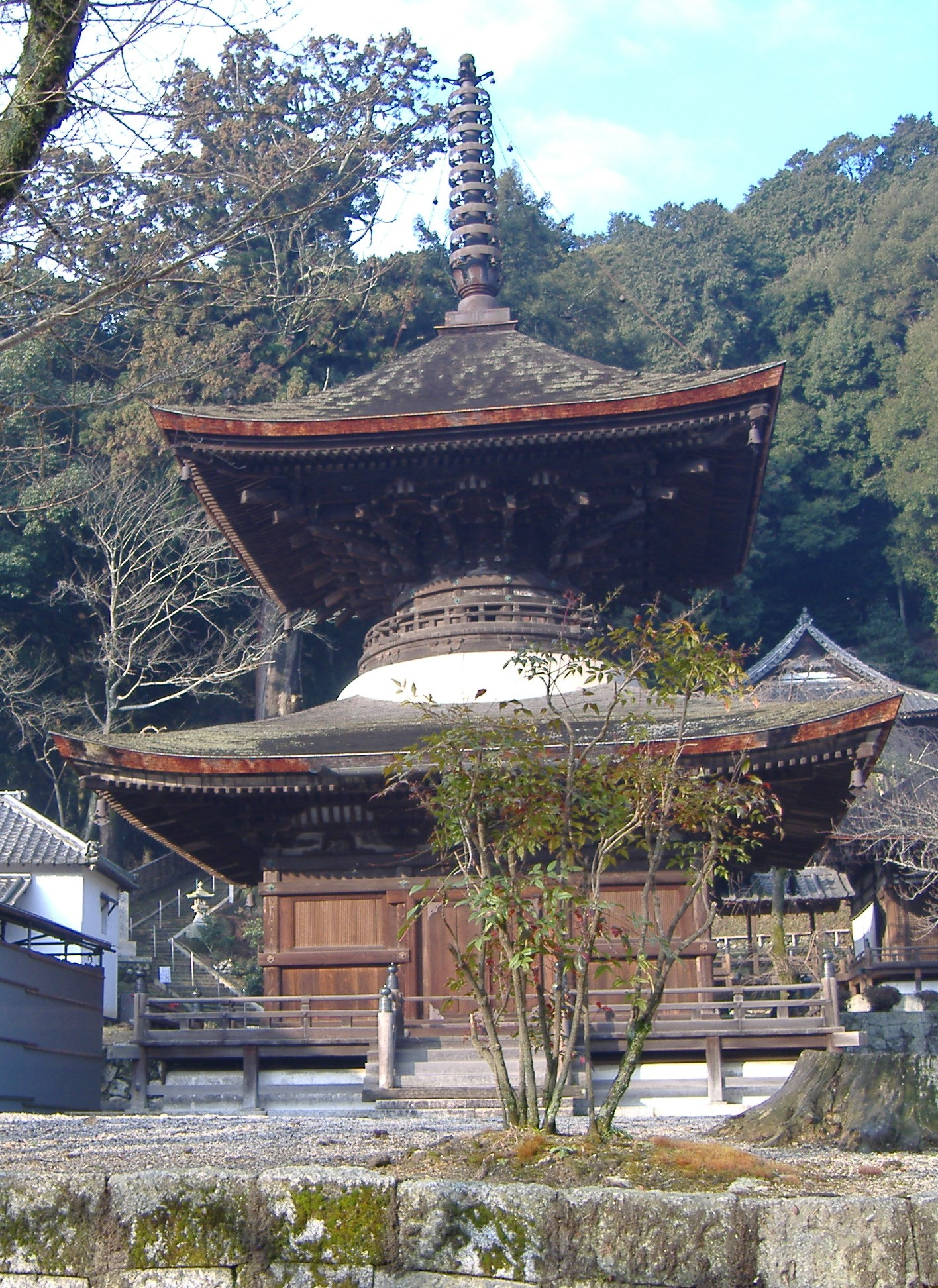
Pagode
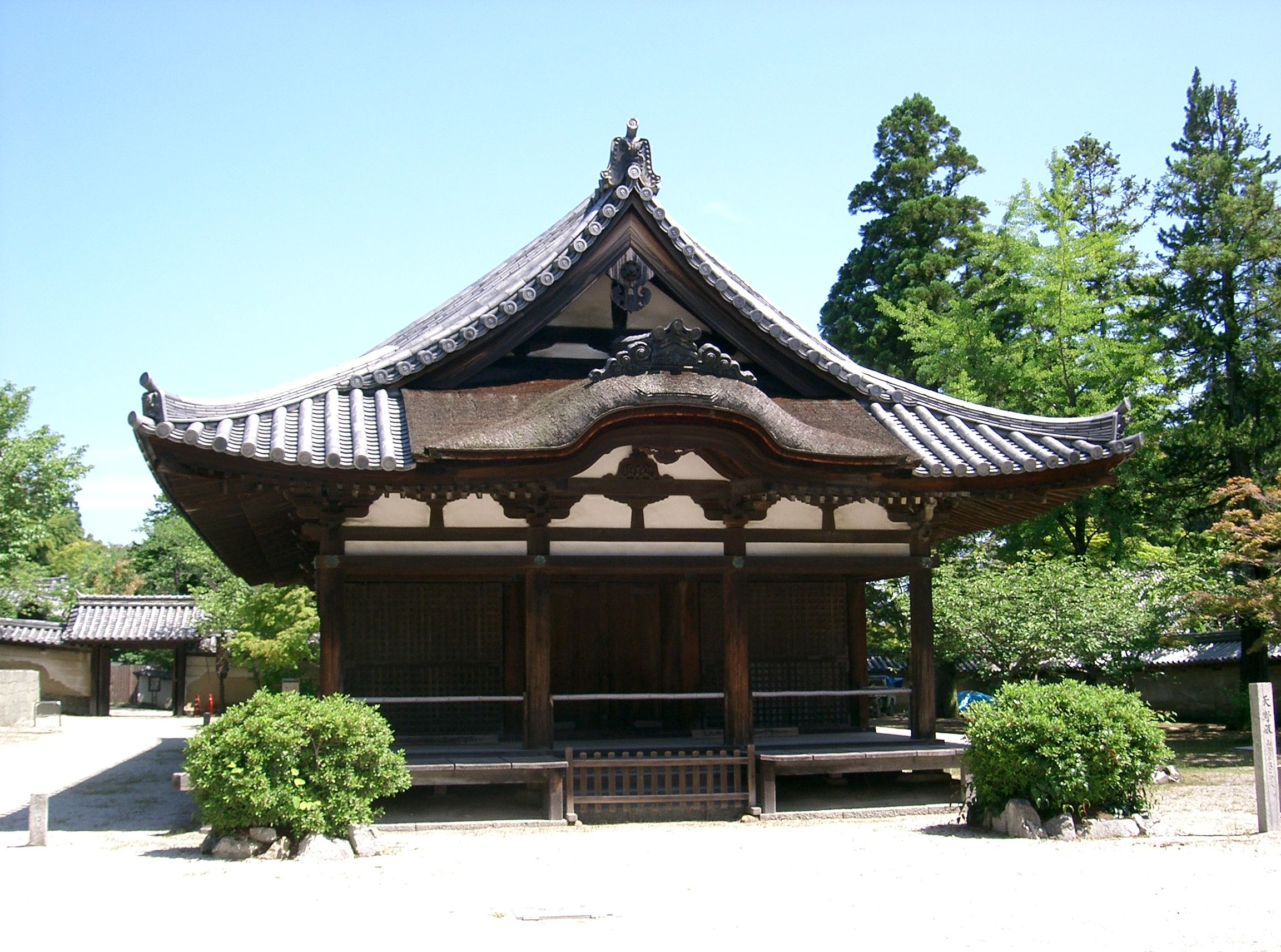
Refektorium
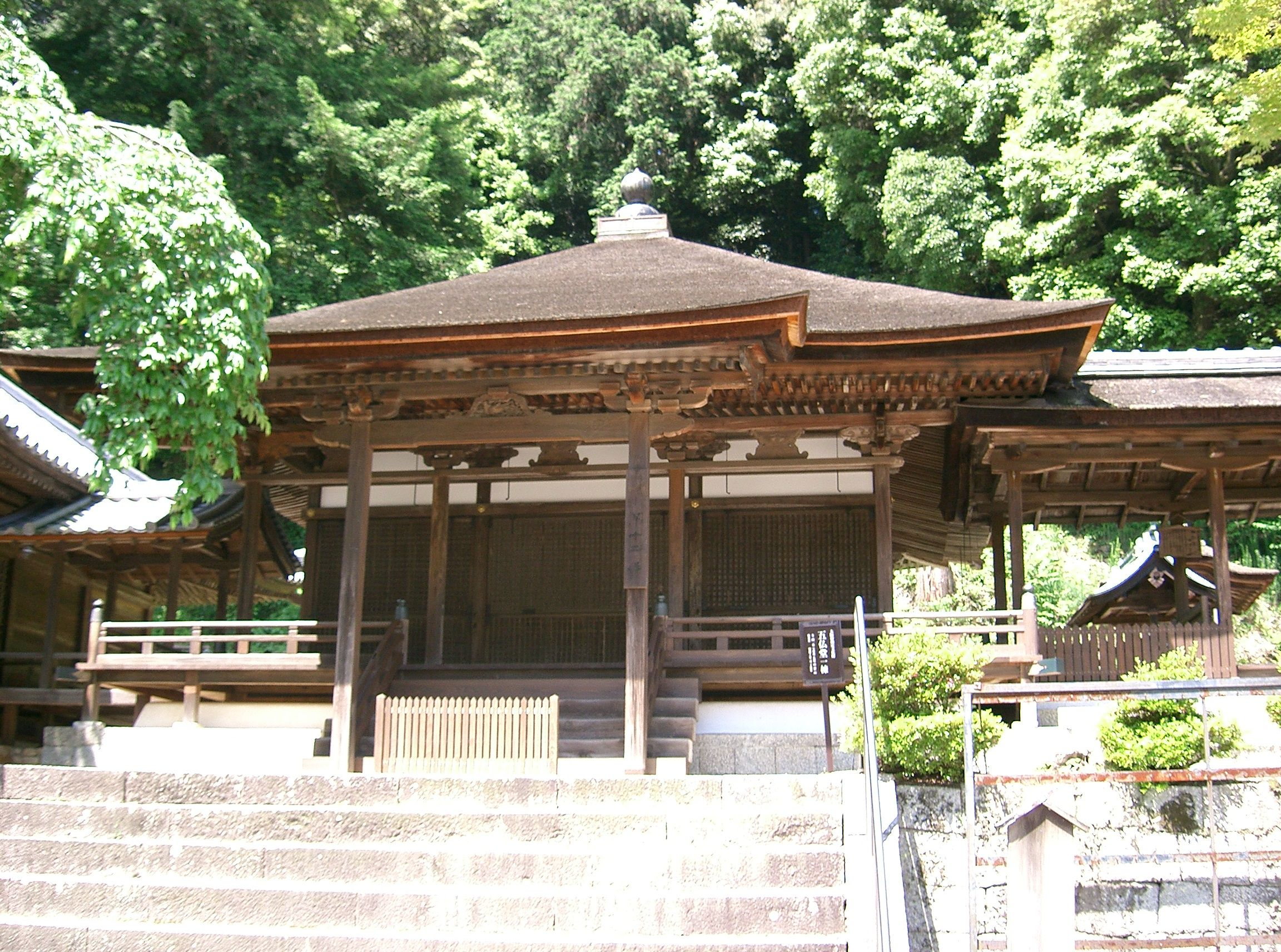
Gobutsu-Halle
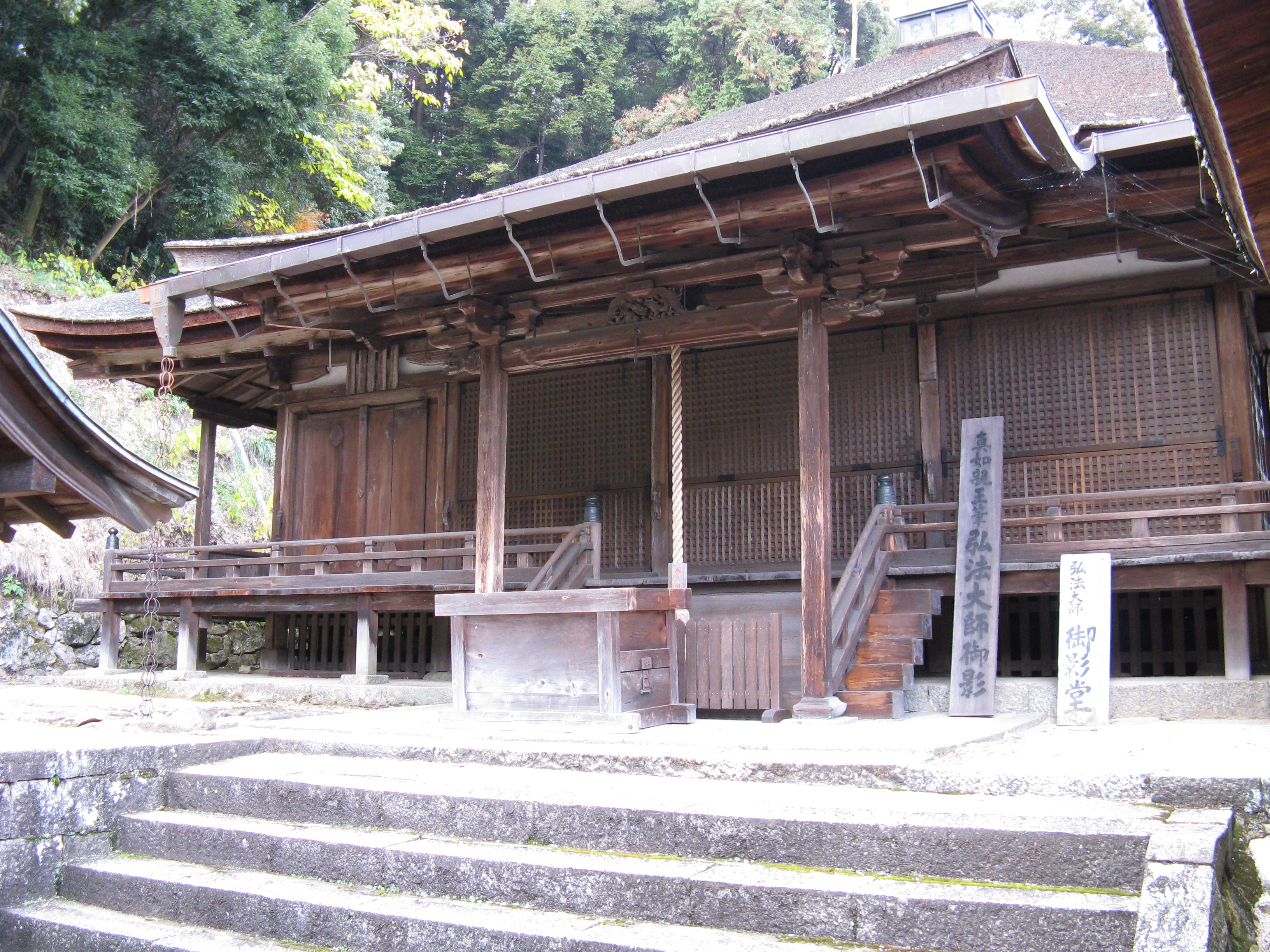
Mie-Halle